# غريغوري دين
غريغوري دين (بالإنجليزية: Gregory Dean)‏ هو راقص باليه بريطاني، ولد في 1984 في لندن في المملكة المتحدة.